# Movimiento Nueva República
El Movimiento Nueva República (MNR) fue un efímero partido político guatemalteco de izquierda. Su principal líder fue el abogado Aníbal García, exdiputado del Congreso de la República de Guatemala.

## Historia
El MNR fue fundado públicamente el 29 de marzo de 2009, año en que se iniciaron los trámites de conformación del partido. Durante las elecciones generales de 2011 participó en la coalición de partidos y organizaciones de izquierda Frente Amplio, junto con los partidos Winaq, Alternativa Nueva Nación y la Unidad Revolucionaria Nacional Guatemalteca, aún como comité pro formación de partido, por no haber alcanzado los requerimientos para su inscripción. El que fuera secretario general del partido, Aníbal García, fue vice presidenciable de la Premio Nobel de la Paz Rigoberta Menchú, candidata a presidente del Frente Amplio en dichas elecciones.
En mayo de 2012 el Tribunal Supremo Electoral legalizó la inscripción del MNR como partido político.
El 31 de mayo de 2016 en el Diario de Centro América se publicó la resolución del TSE (del 9 de mayo), donde anula al partido MNR por no alcanzar la cantidad de votos mínimos en las elecciones generales de 2015 para seguir vigente.

## Ideología
El MNR se definía como un partido político de izquierda moderada que la definía como la «nueva izquierda». Según sus líderes, el partido buscaba la construcción de una nueva república que privilegiara:
- El bienestar de las grandes mayorías
- La realización plena de los derechos humanos
- La equidad y el reconocimiento pleno de los distintos pueblos que conforman Guatemala

Además, se consideraba a sí mismo como un partido con vocación latinoamericanista.